# Live at Zepp Tokyo 2012.6.22:エンペラー
『Live at Zepp Tokyo 2012.6.22：エンペラー』（ライブアットゼップトーキョー 2012.6.22：エンペラー）は日本のロックバンド、モーモールルギャバンのライブDVD。ビクターエンタテインメントのレーベル「Getting Better」より2012年10月3日にリリースされた。

## 解説
- 監督・企画はヨシオカトシカズ、ジャケットは森俊博が手掛けた（今回は写真とのコラージュ）。
- 初回限定盤は森俊博氏による5種類のオリジナル・ポストカードをランダム封入。
- DVDの超先行予約を当日、Zepp Tokyoの会場限定で受付。
  - 予約特典：会場予約限定オリジナル・ポスター
- 当日は同事務所「Lively Up」所属のkacica、マッカーサーアコンチのメンバーがコーラスとしてゲスト参加した。

## 収録曲
1. パンティー泥棒の唄
2. 美沙子に捧げるラブソング
3. BeVeci Calopueno
4. Hello!! Mr. Coke-High
5. 細胞9
6. 琵琶湖とメガネと君
7. ユキちゃんの遺伝子
8. 午前二時
9. 僕は暗闇で迸る命、若さを叫ぶ
10. コンタクト
11. Smells like SURUME!!
12. ATTENTION！
13. 愛と平和の使者
14. 裸族
15. Good Bye Thank You
16. 野口、久津川で爆死
17. POP! 烏龍ハイ
18. ユキちゃん
19. サノバ・ビッチェ
20. いつか君に殺されても
21. サイケな恋人
22. 悲しみは地下鉄で
23. MY SHELLY
24. スシェンコ・トロブリスキー

（作詞・作曲：モーモールルギャバン）

## 参加メンバー
- ゲイリー・ビッチェ (矢島剛) ：ドラム/ヴォーカル (#1, #2, #4, #6, #7, #9, #12, #13, #14, #15, #17, #18, #19, #20, #21, #22, #23, #24)
- T-マルガリータ (丸山知秀) ：ベース/コーラス/銅鑼 (#23)
- ユコ＝カティ (尾家祐子) ：キーボード/ヴォーカル (#4, #8, #9, #10, #14, #19, #21)/コーラス/銅鑼 (#5, #16, #21, #23, #24)

ゲスト
- MISATO (山中美里) （kacica）：コーラス (#1, #3, #9, #10, #11, #12, #17, #19, #21, #22, #23, #24)
- KTR（マッカーサーアコンチ）：コーラス (#17, #19, #21, #23, #24)
- 吉田吉男85'（マッカーサーアコンチ）：コーラス (#17, #19, #21, #23, #24)
- 小丸茜（マッカーサーアコンチ）：コーラス (#1, #3, #9, #10, #11, #12, #17, #19, #21, #22, #23, #24)